# 10番街の殺人 (映画)
『10番街の殺人』（じゅうばんがいのさつじん、原題：10 Rillington Place）は、1971年制作のイギリスの犯罪映画。
イギリスで死刑制度が廃止される事態を招く結果となった冤罪事件「エヴァンス事件」を描いた実録クライム映画。原題の「リリントン・プレイス10番地」は、連続猟奇殺人事件の舞台となったロンドン・ノッティング・ヒルの番地名。リチャード・フライシャー監督。日本では劇場未公開。

## キャスト
- ジョン・クリスティ：リチャード・アッテンボロー
- ティモシー・エヴァンス：ジョン・ハート
- ベリル・エヴァンス：ジュディ・ギーソン
- ロバート・ハーディ
- ジミー・ガードナー
- パット・ヘイウッド
- イソベル・ブラック
- ミス・ライリー
- フィリス・マクマーン
- レイ・バロン
- ダグラス・ブラックウェル
- アンドレ・モレル